# 鬼沼

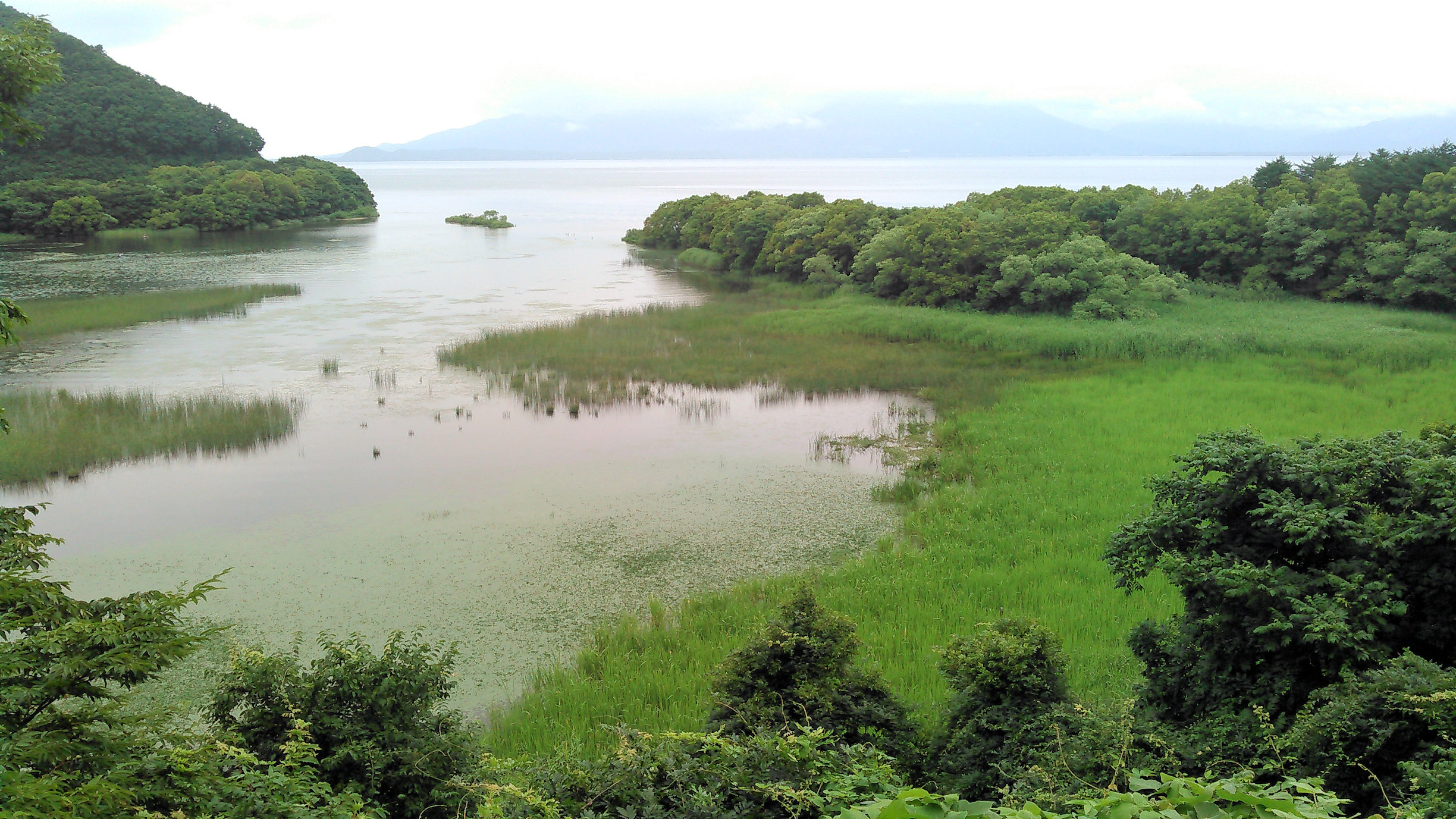
鬼沼

鬼沼（おにぬま）は、福島県郡山市湖南町舟津にある猪苗代湖のワンド。

## 概要
郡山市湖南町舟津付近にある、砂嘴により猪苗代湖から分断された沼。ただし、砂州は対岸まで完全には繋がっていないため、100m程度の幅の入口で猪苗代湖と繋がる湾とみることもできる。なお、鬼沼内は水深1m程度と浅いため、大型の船舶等は入れない。
酸性で魚が少ない猪苗代湖に対して、水質が中性に近いため、ウナギ、ナマズやウグイなどの魚が生息している他、絶滅が危惧されるアサザやイチョウウキゴケなども自生する。

## 伝説
弘法大師がこの地を通りかかったところ、付近の村々では大蛇などの魔物がはびこり、疫病が流行していた。
そこで弘法大師はこれらの魔物退治の準備のため、鬼沼の入り口に一晩で橋をつくろうとした。しかし、夜通し工事をして、あともう一息で完成という時、天邪鬼が鶏の声を真似て「コケコッコー」と鳴いたため、弘法大師は夜明けと勘違いし工事をやめてしまった。
その後、未完成の砂の橋（砂州）は「弘法橋」と呼ばれるようになった。

## 周辺
- 屏風ヶ岩 - 湖南港と鬼沼の間にある岬に立ち周りに青松が生える巨岩
- 青松浜 - 松が林立し大正天皇がその絶景に感動して命名したと伝えられる浜
- 江湖（エコ）村 - 自然と調和した心の豊かな循環型の生活を目指す実験村、関連商品販売や体験イベント等

## 交通アクセス
- バス
磐越西線上戸駅から会津バス勝田内=上戸=磐梯熱海駅線に乗車し（約25分）「中浜」下車徒歩約30分
- 自動車
磐越自動車道磐梯熱海ICより国道49号、県道9号猪苗代湖南線、県道376号湖南湊線経由で約35分